# Michael Robert Milken

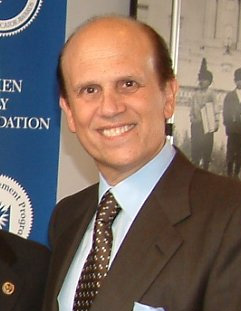
Michael Robert Milken

Michael Robert Milken é um financeiro e filantropo, criou praticamente sozinho, o mercado de acções de alto rendimento nos anos 70 e 80. Foi classificado pela Forbes como a 458.ª pessoa mais rica do mundo.
Milken foi considerado o criador  do mercado dos títulos de alto risco e grande rentabilidade (junkbonds, em inglês). Era chefe do departamento de títulos de alto risco da empresa corretora Drexel Burnham Lambert, em Beverly Hills. Antes das acusações de extorsão e fraude (1988-1989), acumulou uma fortuna pessoal próxima de um bilhão de dólares.
Promotores federais acusaram Milken e seus patrões da Drexel de manipulação fraudulenta do mercado de títulos de alto risco. A Drexel admitiu violações em 1988 e pagou 650 milhões de dólares em multas (acordo que levou a companhia à falência). Milken declarou-se culpado em 1990, foi condenado a dez anos de prisão, teve a pena reduzida para três anos, e pagou uma multa de 600 milhões de dólares.